# Ontico
Il termine ontico, che deriva dal greco ὄντος (òntos),  genitivo singolare del participio presente ὤν di εἶναι (eînai), il verbo essere, in filosofia si riferisce all'esistenza particolare dell'oggetto «in ciò che è per come è».
Nell'opera Essere e tempo Martin Heidegger (1889-1976) introduce la radicale distinzione tra ontico (tutto ciò che concerne le singole cose in quanto sono ovvero gli enti) e ontologico (ogni discorso inerente all'essere in sé, al tutto).
Ad esempio la filosofia kantiana  può essere considerata una dottrina ontica in quanto specula sugli oggetti, sui problemi interni al mondo e quindi da questo punto di vista è opposta a una concezione ontologica che si pone il problema dell'origine del mondo, sull'essere stesso del mondo. È in questo senso che Heidegger sostiene di voler opporsi e completare la dottrina kantiana.
Secondo Heidegger vi è un  primato ontologico del problema dell'essere poiché tale questione precede ogni altra che l'uomo si ponga; primato ontico è invece il fatto che l'esistente umano, per comprendere l'essere, deve comprendere sé stesso in quanto esserci, in quanto ente privilegiato capace di interrogarsi sull'essere; ente privilegiato cui l'essere, cioè, si manifesta. Se la caratteristica esistenziale dell'esistente umano (dell'Esserci) è quella di rivolgersi a sé stesso, al proprio essere, questo modo di comportarsi - di essere - non possiamo che chiamarlo esistenza. «L'esserci comprende sempre sé stesso in base alla sua esistenza, cioè alla possibilità che gli è propria di essere o non essere sé stesso».